# Fletcherea pratti
Fletcherea pratti är en fjärilsart som beskrevs av Pierre E.L. Viette 1961. Fletcherea pratti ingår i släktet Fletcherea och familjen nattflyn. Inga underarter finns listade i Catalogue of Life.